# Dólmens d'Espolla

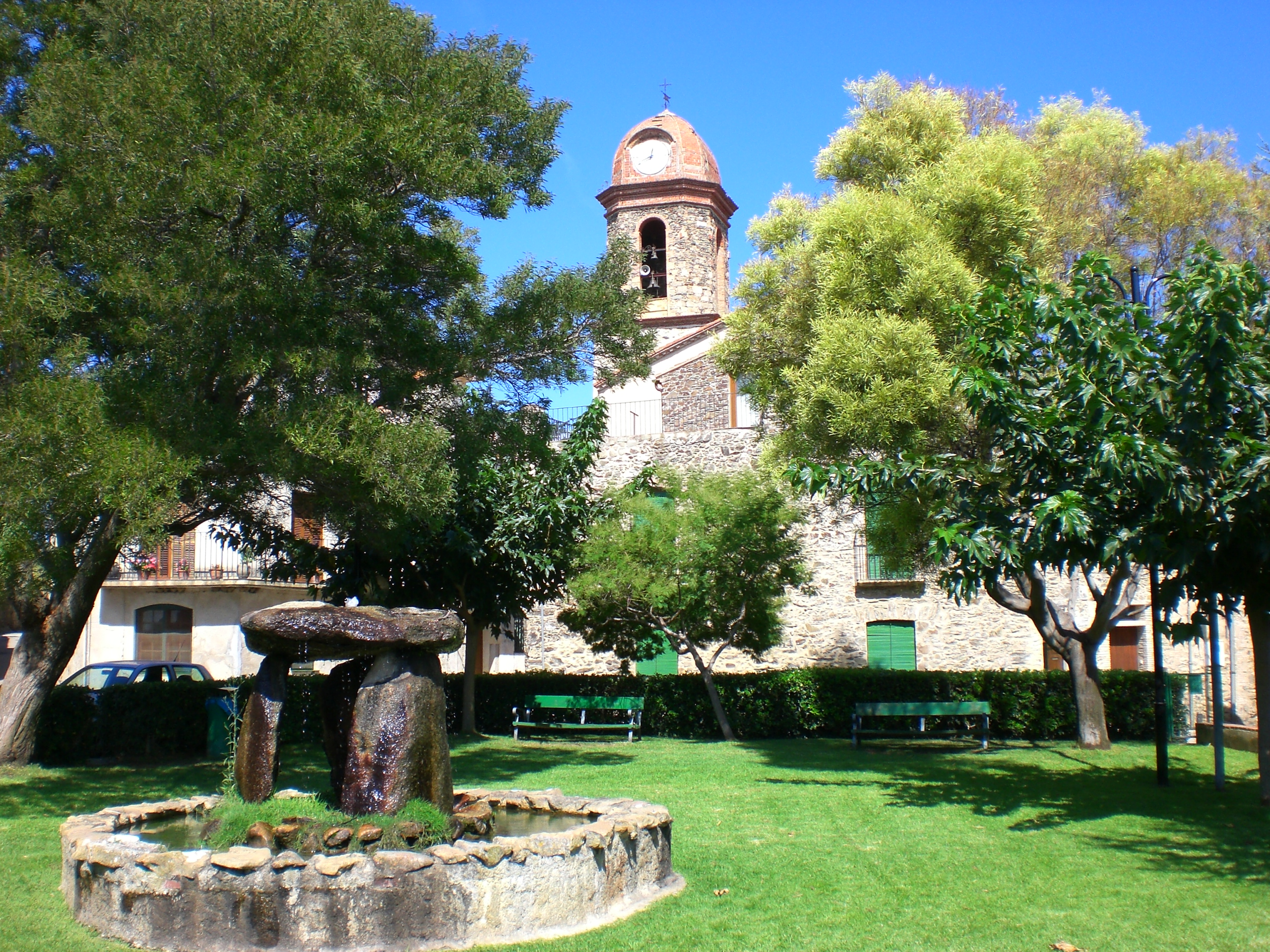
Plaça del Dolmen d'Espolla, on es va instal·lar un dolmen artificial

Els dòlmens d'Espolla són un conjunt d'11 monuments megalítics: 12 dòlmens i 1 menhir situats al terme municipal d'Espolla, a l'Alt Empordà. La majoria han estat objecte de diverses publicacions, entre les quals cal destacar el pòster commemoratiu del redreçament del menhir del Castellà, duta a terme el 1988. Tots s'inclouen en el conjunt de monuments megalítics de l'Albera, zona de gran concentració d'aquest tipus de construcció prehistòrica.
A més d'aquests monuments, són abundants per tot el terme municipal les roques amb inscultures, creus i cassoletes. Sobretot són presents a la zona més occidental del terme, al voltant del veïnat dels Vilars.

## Llista dels dòlmens d'Espolla
- Dolmen de la cabana Arqueta
- Dolmen de la Gutina/puig del Pal
- Dolmen de la font del Roure
- Dolmen dels Cantons
- Dolmen d'Arreganyats
- Dolmen de les Morelles
- Dolmen de puig Balaguer
- Dolmen de mas Girarols I
- Dolmen de mas Girarols II
- Dolmen del Barranc
- Dolmen del mas Gamarús
- Menhir del Castellà